# ايه اي دبليو فول جير
فول جير بالإنجليزية Full Gear هو حدث الدفع مقابل العرض (PPV) للمصارعة المحترفين الذي يتم إنتاجه والترويج له بواسطة اتحاد اول اليت ريسلينج (AEW). سيتم عقده في يوم السبت الموافق الـ9 من نوفمبر 2019، في Royal Farms Arena في مدنية بالتيمور بولاية ماريلاند الأمريكية وهذا يعد العرض الشهري الرابع الذي يقدمه الاتحاد وسيشهد العرض أول دفاع علي لقب العالمي في العروض الشهرية 

## الخلفية
خلال All Out ، أعلنت شركة اول اليت ريسلينج (AEW) أن العرض الشهري التالي سيكون تحت أسم Full Gear.

## بناء العرض
سيشهد عرض فول جير مجموعة من مباريات مصارعة المحترفينالتي من شأنها أن يشارك المصارعين مختلفين في النزاعات المكتوبة وسيناريوهات مكتوبة بشكل مسبق. تم تصوير المصارعون المكروهين والمحبوبين أو الشخصيات الأقل تميزًا في السيناريوهات التي أدت إلى توتر وتودي الي اعلان عن مباراة مصارعة أو سلسلة من مباريات المصارعة. بحيث ستظهر هذه السيناريوهات في عروض فريق اليونج باكس علي اليوتيوب المعروف بأسم Being The Elite أو في العروض الاسبوعية التي تعرف بأسم أيه اي دبليو دايناميت.
في ختام عرض Double or Nothing ، ظهر جون موكسلي من بين الحشود وهاجم كريس جريكو ووكيني أوميغا وقاتل الأخير مرة أخرى واشتبك معه عند مدخل المدخل حيث ضرب جون موكسلي أوميغا علي المسرح بضربة fireman's carry takeover. ثم تم تحديد موعد لمباراة الثأر وتصفية الحسابات بين كل من أوميغا وموكسلي في All Out ،  ومع ذلك، تم إلغاء المباراة بسبب إصابة موكسلي في المرفق. في 4 سبتمبر، تم إعادة الإعلان عن مباراتهم في عرض Full Gear.
في عرض All Out ، هزم كريس جيركو آدم بيج ليصبح البطل AEW العالمي الافتتاحي، بينما هزم كودي شون سبيرز على المستوى السفلي لتحسين سجله في الفوز / الخسارة / التعادل في سجل الفردي إلى 2-0-1. بسبب سجل مباريات الفردية الخاص بكودي، حصل على مباراة علي بطولة العالم ضد جيركو في عرض في Full Gear.
في عرض All Out ، قام كل من سانتانا وأورتيز بتسجيل ظهورهما لأول مرة في عروض أتحاد AEW وهاجموا فريق اليونج باكس (مات جاكسون ونيك جاكسون) بعد مباراة الأخيرين ضد فريق اللوتشا بروس. خلال الحلقة الأولى من عرض ديناميت التي تم بثها في 2 أكتوبر 2019 تعاون أورتيز وسانتانا مع كريس أريحا وهزموا فريق النخبة (كيني أوميغا واليانج باكس). وقد انضم كل من سانتانا وأورتيز إلى فصيل جيركو الذي عرف بشكل لاحق بأسم الدائرة الداخلية The Inner Circle وتحدوا فريق اليونغ باكس لمباراة في مباراة في عرض Full Gear وقبل اليونج باكس التحدي.
في عرض Double or Nothing ، كان من المقرر أن يواجه آدم بيج باك، ولكن بسبب الاختلافات الإبداعية مع أتحاد دراجون جيت Dragon Gate ، وهو الأتحاد الذي كان باك منضم إليه وكان هو البطل الرئيسي في الاتحاد ولذلك تم إلغاء المباراة. بعد تسوية تلك الاختلافات الإبداعية، قام باك بلعب أول مباراة له مع أتحاد AEW في عرض All Out ، حيث هزم كيني أوميغا بجعله يغمي عليه بعد أن قام بأحكام عليه حركته الاخضاعية البروتاليزرBrutalizer. وبعد العرض أثناء المؤتمر الصفحي الذي أقيم بعد الحدث، قاطع باك حديث بيج قائلاًَ إنه عاد إلى AEW للانتقام من بيج. ثم تم تحديد مباراة بين الاثنين في الحلقة الأولى من ديناميت الذي تم بثها في 2 أكتوبر 2019  والتي فاز بها باك بنفس الطريقة التي هزم بها أوميغا. وتعاون بيج مع صديقه القديم من فريق نادي الرصاص أوميغا وهزما فريق باك وجون موكسلي في عرض ديناميت بتاريخ 16 أكتوبر 2019. وتم الإعلان عن مباراة إعادة بين بيج وباك في عرض Full Gear .
في حلقة الـ 30 من أكتوبر من عرضالديناميت ، سوكال أنسورسيد (فرانكي كازاريان وسكوربيو سكاي) هزما فريق ذا لوتشا براذرز (بنتاغون جونيور وفينيكس) ليصبحا أول أبطال فرق علي الأطلاق. الأسبوع التالي كان من المقرر أن يدافع فريق أس سي يو عن البطولة في عرض Full Gear في مباراة ثلاثية ضد اللوتشا بروس والفائزين في المباراة بين ذا دارك اوردر (أيفيل اونو وستو جرايسون) وبرايبفيت بارتي (ايسايا كاسيدي ومرق كوين)، التي فاز بها فريق برايفت بارتي.
في الـ 6 من نوفمبر، تم الأعلان أن ريهو ستدافع عن بطولة السيدات ضد مدربتها السابقة، إيمي ساكورا. في تلك الليلة في عرض دايناميت ، تعاونت ساكورا مع جيمي هايتر وهزمتا ريهو وشانا حيث قامت ساكورا بتثبيت تلميذتها ريهو.
في الـ7 من نوفمبر خلال عرض العد التنازلي AEW: Full Gear ، تم الإعلان عن أن جوي جانيلا سيواجه شون سبيرز في هذا العرض.
وخلال مباراة الفرق النسائية بين بيا بريستلي وشوكو ناكاجيما ضد بريت بيكر وريهو في عرض Fight for the Fallen وضربت بريستلي بيكر في الجزء الخلفي من رأسها، مما تسبب بتعرض الأخيرة لارتجاج. وخلال العرض الأفتتاحي الخاص بعرض All Out ، قامت بيكير بأقصاء بريستلي من مباراة الكازينو باتل رويال النسائية لتحديد أحد المنافستين علي بطولة السيدات الافتتاحية، لكن بريستلي قامت بسحب بقدم بيكر ولذلك أّقصيت، مما سمح لـنيلا روز بأن تفوز. وفي عرض ايه دبليو دارك بتاريخ 5 نوفمبر تم الأعلان عن نزال تصفية حسابات بين الأثنتين.

## نتائج العرض
| ترتيب المباراة         | المباراة | شرط المباراة | الوقت الذي أستغرقته المباراة | الملاحظات     |
| ---------------------- | --- | --- | ---------------------------- | ------------- |
| 1 العرض الأفتتاحي      | دكتور بريت بيكر تهزم بيا بريستلي بالأخضاع | مباراة فردية | 11:35                        | [ 22 ]        |
| 2                      | فريق بي ان بي (سانتانا واورتيز) يهزما فريق اليونج باكس (مات جاكسون ونيك جاكسون)                                                                      | مباراة فرق تصفية حسابات                                                                                              | 21:00                        | [ 24 ]        |
| 3                      | ادم بيج يهزم باك | مباراة فردية تصفية حسابات                                                                                            | 18:30                        | [ 24 ]        |
| 4                      | شون سبيرس برفقة تولي بلانشارد يهزم جوي جانيلا | مباراة فردية | 11:45                        | [ 20 ]        |
| 5                      | فريق أس سي يو (فرانكي كازاريان وسكوربيو سكاي) (ب) يهزما فريق برايفت بارتي (إيسيا كاسيدي ومارق كوين) وفريق اللوتشا بروس (بينتاجون جونيور وراي فينيكس) | مباراة فرق تهديد ثلاثي للحفاظ علي بطولة AEW للفرق                                                                    | 13:00                        | [ 25 ]        |
| 6                      | ريهو (ب) تهزم إيمي ساكورا | مباراة فردية للحفاظ علي لقب بطولة AEW للنساء                                                                         | 13:20                        | [ 26 ]        |
| 7                      | كريس جيركو (ب) برفقة (جيك هيجر) يهزم كودي رودز برفقة (أم جي أف) بالأستسلام الفني المثير للجدل (م)                                                    | مباراة فردية للحفاظ علي لقب بطولة AEW العالمي لوخسر كودي رودز، لايحق له المنافسة علي لقب بطولة AEW العالمية مرة أخري | 29:35                        | [ 27 ] [ 28 ] |
| الحدث الرئيسي          | جون موكسلي يهزم كيني اوميغا | مباراة إطفاء الأنوارغير مصرح بها تصفية حسابات بدون قوانين الأتحاد غير مسئول عنما يحدث للأثنين                        | 38:45                        | [ 29 ]        |
| - (ب) - تشير إلى البطل | | |                              |               |

(م) كودي رودز خسر النزال عن طريق رمي أم جي أف منشفته علي كودي رودز أثناء قيام جيركو بأقفال حركة جدران اريحا عليه فنتيجة ذلك أُعتبر هذا أستسلام

## روابط خارجية
- ايه اي دبليو فول جير على موقع IMDb (الإنجليزية)
- ايه اي دبليو فول جير على موقع قاعدة بيانات الفيلم (الإنجليزية)
- ايه اي دبليو فول جير على موقع كينوبويسك (الروسية)

- الموقع الرسمي لاتحاد AEW